# Plazi
A Plazi egy svájci központú nemzetközi nonprofit szervezet, mely az átfogó és ingyenesen elérhető digitális biotaxonómiai irodalom promotálására és támogatására jött létre. A Plazi egy digitális taxonómiai irodalmi letéti gyűjtemény, ahol archiválják és XML fájlok segítségével kezelik a taxonómiai megállapodásokat.
and Taxpub, ezen felül oktatásokat tartanak arról, milyen fontos a nyilvános elérhetősége a tudományos vitáknak és eredményeknek. A biodiverzitási informatika területén meghatározó a szerepe az e-taxonómia fejlesztésében.
Az elképzelés gyökerei egy két nemzet között, pontosabban az American Museum of Natural History részeként működő National Science Foundation és a Kalsruhei Egyetem részeként tevékenykedő Deutsche Forschungsgemeinschaft összefogásából jött létre, melynek célja egy olyan XML séma megalkotása volt, mellyel le tudták modellezni a biorendszertani irodalmat. A TaxonX séma váltotta fel a korábban GoldenGATE-tel leírt irodalmat, mely egy félautomata szerkesztő. Jelenlegi állapotában a GoldenGATE egy összetett jelölő rendszer, mely lehetővé teszi, hogy a közösség részt vegyen dokumentumok szemantikailag felhasználható állománnyá történő átalakításában.
A Plazi több olyan eljárást is kifejlesztett, melyeken keresztül elérhetővé teheti a kiadott taxonómiai irodalommal kapcsolatos rekordokat, amely a Global Biodiversity Information Facility által karban tartott TAPIR service által vehető igénybe.
A Plazi szerint betartja a szerzői jogot, és azzal érvel, hogy a taxonómia nem tekinthető irodalmi vagy művészeti terméknek. A Plazi értelmezése szerint emiatt az ilyen adatok közkincsek, és szabadon felhasználhatók illetve (a tudományosan megkövetelt hivatkozásokkal) terjeszthetőek.

## Külső hivatkozások
- Plazi